# National Hockey League 1921/1922

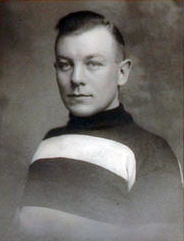
Ottawa Senators högerforward Harry "Punch" Broadbent vann poängligan säsongen 1921–22 med sina 46 poäng.

National Hockey League 1921/1922 var den femte säsongen av NHL. Fyra lag spelade 24 matcher var i grundserien innan spelet om  Stanley Cup inleddes den 11 mars 1922. Stanley Cup vanns av Toronto St. Patricks som tog sin andra titel efter finalseger mot Vancouver Millionaires med 3-2 i matcher. Vancouver Millionaires fick spela om Stanley-Cup efter vinst i PCHA.

## Grundserien 1921/1922
Not: SM = Spelade matcher, V = Vunna, O = Oavgjorda, F = Förlorade, GM = Gjorda mål, IM = Insläppta mål, P = Poäng, MSK = Målskillnad
- Lag i grönt till NHL-final
- Lag i rött hade spelat klart för säsongen

| Grundserien          | SM | V  | O | F  | GM  | IM  | P  | MSK |
| -------------------- | -- | -- | - | -- | --- | --- | -- | --- |
| Ottawa Senators      | 24 | 14 | 2 | 8  | 106 | 84  | 30 | 22  |
| Toronto St. Patricks | 24 | 13 | 1 | 10 | 98  | 97  | 27 | +1  |
| Montreal Canadiens   | 24 | 12 | 1 | 11 | 88  | 94  | 25 | -6  |
| Hamilton Tigers      | 24 | 7  | 0 | 17 | 88  | 105 | 14 | -17 |

## Poängligan 1921/1922
Not: SM = Spelade matcher, M = Mål, A = Assists, P = Poäng
| Spelare                 | Lag                 | SM | M  | A  | P  |
| ----------------------- | ------------------- | -- | -- | -- | -- |
| Harry "Punch" Broadbent | Ottawa Senators     | 24 | 32 | 14 | 46 |
| Cy Denneny              | Ottawa Senators     | 22 | 27 | 12 | 39 |
| Cecil "Babe" Dye        | Toronto St Patricks | 24 | 30 | 7  | 37 |
| Joe Malone              | Hamilton Tigers     | 24 | 25 | 7  | 32 |
| Harry Cameron           | Toronto St Patricks | 24 | 19 | 8  | 27 |
| Corbett Denneny         | Toronto St Patricks | 24 | 19 | 7  | 26 |
| Reg Noble               | Toronto St Patricks | 24 | 17 | 8  | 25 |
| Georges Boucher         | Ottawa Senators     | 23 | 13 | 12 | 25 |
| Odie Cleghorn           | Montreal Canadiens  | 23 | 21 | 3  | 24 |
| Sprague Cleghorn        | Montreal Canadiens  | 24 | 17 | 7  | 24 |

## Slutspelet
Ettan och tvåan i serien spelade final i bäst av två matcher där den som gjort mest mål spela om Stanley Cup mot vinnaren i PCHA. Finalen spelades i bäst av fem matcher.

### NHL-final 1922
Ottawa Senators vs. Toronto St Patricks
Toronto St. Patricks vann serien med 5-4 i målskillnad.

## Stanley Cup-final 1922
Toronto St. Patricks vs. Vancouver Millionaires
Toronto St. Patricks vann serien med 3-2 i matcher

## Slutspelets poängliga
Not: SM = Spelade matcher; M = Mål; A = Assists; P = Poäng
| Spelare          | Lag                  | SM | M  | A | P  |
| ---------------- | -------------------- | -- | -- | - | -- |
| Cecil "Babe" Dye | Toronto St. Patricks | 7  | 11 | 1 | 12 |

## Vinnare av NHL
| O'Brien Trophy: Toronto St. Patricks |